# Günter Tessmann
Günter Tessmann (transcrit també a vegades amb altres ortografies —Günther Tessmann o Günter Teßmann—) (Lübeck, 2 d'abril de 1884 – Curitiba, 15 de novembre de 1969) va ser un explorador, botànic, lingüista i etnòleg alemany. El seu autor de nom científic és «Tessmann».

## Expedicions per Àfrica
Era fill d'un comerciant de Lübeck. En aquesta ciutat va cursar l'ensenyament mitjà en el Katharineum Arxivat 2017-06-01 a Wayback Machine. entre 1902 i 1904. Posteriorment va cursar estudis a Witzenhausen en la innovadora Escola Colonial Alemanya d'Agricultura, Comerç i Indústria, dirigida per Ernst Albert Fabarius, que formava llavors a 41 estudiants com a comandaments per a l'administració de les colònies alemanyes. El 1904 Tessman va viatjar a la muntanya Camerun per treballar a Bibundi, nom d'una plantació de cacau i de l'empresa d'Hamburg que s'encarregava de la seva explotació. Des de 1905 va romandre a Àfrica com a caçador d'elefants i explorador de la naturalesa. Les seves expedicions el van portar primer des d'Enea fins a l'actual Yaoundé, a través dels territoris Bassa i Mwele. El 1906 va partir des de Kribi a través del territori Bulu, per a travessar el riu Camp i el Uelle, ja en l'antiga Guinea Espanyola. Allí va prendre contacte amb l'ètnia fang, per a la qual llavors s'empraven diferents denominacions —phangwe (ndowé), pangwe (alemany), pamue o pahouin (francès), amuy, M’fan (fang)—, i va conèixer la seva cultura, de tradició oral, així com la varietat local d'aquesta llengua bantu.
El 1907 va tornar a Alemanya per a ampliar els seus coneixements etnogràfics. Es va presentar al Dr. Karutz, director del Museu d'Etnologia de Lübeck, i va estudiar durant alguns mesos a Berlín. Obté un contracte del Museu d'Història Natural de Lübeck per a constituir una col·lecció natural i el 23 d'agost de 1907 retorna a Àfrica. Reclutat per Karutz com a líder de la «Expedició Pamue» de Lübeck (1907-1909), el nou viatge el va portar a les estacions de Nkolentangan (Alén), Uelleburg (1908) i Bebai (1908-1909), fins a entrar en el territori continental de la Guinea Espanyola, completament desconegut en aquestes dates a causa de la seva insalubritat i la violència dels nadius. L'expedició li va permetre estudiar en profunditat la cultura Fang, un esforç que conclouria el 1912 amb la redacció a Tenerife de l'estudi Die Pangwe. La seva tasca va consistir a acabar amb el desconeixement existent fins avui sobre les ètnies bantús, de l'Àfrica Central, com ell mateix afirmarà respecte dels fang: «No se sabia el que eren els autèntics costums pamues, la qual cosa havia de considerar-se com a propietat cultural dels pamues; sobre la seva cultura espiritual, sobretot respecte a la seva religió, exceptuant llegendes i contes, o hi havia res fidedigne; sobre el significat dels cultes no es tenia ni idea. El deure de l'autor era el d'emplenar aquests buits». La labor va consistir en una presentació íntegra de la cultura fang, que recull per primera vegada tots els aspectes culturals i lingüístics.
Tessmann va romandre en Àfrica central entre 1912 i 1916. Anava a dirigir la Reichsexpedition de 1913 al Camerun, però la Primera Guerra Mundial va avortar el seu desenvolupament, originant les expedicions denominades “Ssanga-Lobaye-Baja” (1913-1914) i “Bafia” (1914). Durant la seva estada en el continent, va recollir dades sobre el poble Gbaya, denominat llavors Baixa, en l'actual República Centreafricana i, des del 6 novembre fins al 15 de desembre de 1914, va fer el seu treball de camp en el lloc militar de Bafiahöhe, en Don Yo Tison, dades amb els quals redactaria Els bafia i la seva cultura al Camerun central bantú (1930). Günter Tessmann va fugir de la guerra a la Guinea Espanyola, on va ser internat a l'illa de Bioko. Entre 1915 i 1916 roman amb els bubis a Fernando Póo, vivint amb ells gairebé un any en Moka, i amb els askaris en Bokoko. En el seu estudi de la cultura dels bubis, a més de l'observació endògena, va emprar com a informants als propis bubis amb els quals convivia i va procedir a comparar les dades obtingudes amb els d'Oscar Baumann i les seves pròpies notes sobre els pobles de Camerun i Àfrica central del seu treball anterior. A pesar que va poder accedir a la cultura ancestral del poble bubi, va afirmar que «resulta dificilíssim, en l'actualitat és gairebé impossible, determinar amb exactitud com eren els costums originals dels bubis; únicament podem fer-nos una idea d'elles si utilitzem com a base els costums actuals». Quan Tessmann es va internar a l'illa de Bioko, havien succeït ja la mort del rei bubi Esáasi Eweera (1904), la rebel·lió i mort del Bötúkku Lubá (1910), l'entronització de Malabo Löpèlo Mëlaka com a cap suprem dels bubis i s'estava aconseguint la denominada “pacificació” de Guinea, amb una assimilació creixent en la costa i una profunda penetració d'objectes –l'aiguardent, les armes de foc, els quinqués– i costums occidentals. Amb tot, en la seva obra Die bubi auf Fernando Póo (1923) l'etnòleg va ser capaç de reconstruir les principals línies de la cultura ancestral i de la llengua bubi, arribant a la conclusió que el seu caràcter insular i la seva pertinença a una ètnia aïllada i sense fronteres terrestres, presenten una evolució a vegades molt superior a la de les altres cultures de la seva àrea geogràfica. Va passar a Espanya entre 1917 i 1919, on va redactar treballs sobre les ètnies bayá, bafia i bubi.

## Expedicions per Amèrica
La pèrdua de les colònies alemanyes a Àfrica, juntament amb la mort de la seva mare el 1921, el porten a instal·lar-se definitivament a Amèrica del Sud. El 1920 havia visitat la regió amazònica del Perú i fins a 1926 va compartir expedicions amb el geòleg estatunidenc Harvey Bassler. Des d'aquest moment estructura el seu “Pla de creació” per completar les seves notes i redactar les seves monografies, que publicarà a Alemanya des de 1927, així com continuar amb els seus diaris. Els dotze toms dels seus diaris, que havia començat des de molt jove, «poden llegir-se com una novel·la d'aventures» segons Brigitte Templin, directora del Museu d'Etnologia de Lübeck.
El 1930 la Universitat de Rostock guardona la seva activitat investigadora amb un doctorat honoris causa i publica Die Indianer Nordost-Perus, obra en la qual recull valuoses dades sobre les llengües indígenes hibito-cholón, záparo, cahuarano, tekiraka, etc., moltes d'elles en greu perill d'extinció. El 1936 van emigrar l Brasil i es van establir a Paraná com a colon. Després d'intentar diverses activitats, ja que no va aconseguir un lloc universitari, va aconseguir el 1947 un lloc permanent al Museu Paranaense i finalment a l'Institut de Biologia de Curitiba. La seva labor com a botànic fins a la seva jubilació el 1955 i la publicació de la seva obra li valdrien el reconeixement acadèmic. Es va retirar el 1958 per a dedicar-se a la recerca sobre l'origen del sistema solar.

## Línies de recerca
Els seus principals temes de recerca són les cultures tradicionals i les llengües de les ètnies d'Àfrica Central i d'Amèrica, així com a la seva botànica, àrees a les quals va dedicar nombrosos treballs. Les monografies sobre els fang del continent i els bubi de Fernando Poo es consideren una contribució essencial per al coneixement de les cultures patrimonials de Guinea Equatorial

## Honors

### Epònims
Zoologia
Quan era estudiant a Lübeck, Günter Tessman havia trobat papallones desconegudes. La seva passió per les papallones es va mantenir durant les seves expedicions per Àfrica i Amèrica, portant-los a unes precises descripcions dels entorns botànics. El Pterocarpus -Art Pterocarpus tessmannii Harms lleva su nombre.
Botánica
Més de 200 espècies honren el seu nom, com
- (Anacardiaceae) Trichoscypha tessmannii Engl. & Brehmer[9]